# Panicum auritum
Panicum auritum är en gräsart som beskrevs av Jan Svatopluk Presl och Christian Gottfried Daniel Nees von Esenbeck. Panicum auritum ingår i släktet vipphirser, och familjen gräs. Inga underarter finns listade i Catalogue of Life.